# The Starched Blue Sky of Spain and Other Memoirs
The Starched Blue Sky of Spain and Other Memoirs es una colección de cuatro ensayos autobiográficos escritos por la autora estadounidense radical Josephine Herbst y publicados póstumamente en 1991.

## Publicación
En 1957, Herbst recibió una beca de la Biblioteca Newberry para elaborar sus memorias, que pretendía publicar en una colección que tituló provisionalmente The Burning Bush. Aunque se publicaron versiones de tres de los cuatro ensayos en revistas durante su vida, nunca estuvo satisfecha con ellos y continuó revisándolos hasta su muerte en 1969.

## Sinopsis
El primer ensayo (tanto en la publicación como cronológicamente), The Magicians and Their Apprentices, trata de sus primeros años en Sioux City a principios del siglo XX. Nunca antes se había publicado.
El ensayo del título se encargó originalmente para el primer número de la revista literaria The Noble Savage en 1960 y describía su tiempo en el Hotel Florida durante la Guerra Civil española.
Está precedido por A Year of Disgrace, que también había sido publicado en The Noble Savage (1961), y que describe su romance y matrimonio con John Herrmann.
El ensayo final, Yesterday's Road, fue escrito en 1968, poco antes de su muerte. Describía su experiencia en la Conferencia Internacional de Escritores Revolucionarios de 1930 en Kharkiv, Ucrania soviética, y su posterior investigación como sospechosa de ser simpatizante del comunismo. Fue publicado originalmente en New American Review (1968).

## Recepción
La historiadora Arancha Usandizaga dijo que The Starched Blue Sky era "uno de los materiales escritos más penetrantes y honestos sobre la Guerra Civil española".Publishers Weekly describió los cuatro ensayos como "incomparables".